# Хельсинкская пригородная железная дорога
Хельсинкская пригородная железная дорога (фин. Pääkaupunkiseudun lähiliikenne, швед. Huvudstadsregionens närtrafik) — система железных дорог, обслуживающих Большой Хельсинки, Финляндия. Оператором являются Финские железные дороги — VR Group. Вместе с Хельсинкским метрополитеном, автобусами и трамваями сеть образует единую систему общественного транспорта Хельсинки и окрестностей.
Поезда ходят по наземным путям в пределах пригородной зоны Хельсинки. В пределах муниципалитетов Эспоо, Хельсинки, Кауниайнен, Керава, Киркконумми и Вантаа используются билеты, единые с автобусом, трамваем и метро, которые управляются органом Хельсинкского регионального транспорта (HSL), основанным в 2010 году. При поездках за пределы Керава и Киркконумми используются билеты VR, продаваемые в зонах от A (Хельсинки) до H (Лахти). Зона HSL находится целиком в пределах VR-овских зон A, B и C.
Сеть состоит из 14 маршрутов, показанных на схеме ниже. Они пролегают по четырём линиям, отходящим от вокзала Хельсинки-Центральный. Система включает 60 станций, 14 из которых находятся в черте города Хельсинки. В выходные отправляются около 850 рейсов. Железная дорога перевезла 55.1 миллионов пассажиров в 2011 году.

## История
В Хельсинкском регионе пригородные железнодорожные перевозки начались в 1880-х годах. По Главной линии движение открылось до станции Рекола.
Береговая линия открылась в 1903 году. Эта линия изначально задумывалась, как пригородная, поэтому сразу началось бурное строительство домов около станций.
В эпоху паровозов поезда состояли из паровозов типа Pr1 («Paikku») и деревянных вагонов с очень широкими дверьми для быстрой посадки-высадки пассажиров. Количество поездок резко увеличилось после обретения Финляндией независимости в 1917 году: 4 миллиона поездок 1920 и 9 миллионов в 1924. Депрессия 1930-х годов сильно ударила по пригородным перевозкам, минимум составил 3 миллиона поездок. К 1939 году количество поездок выросло до 4 миллионов.
Во время короткой эпохи тепловозов с конца 1950-х по начало 1970-х годов пригородные перевозки осуществлялись дизель-поездами классов Dm7, Dm8 и Dm9.
Пути особо не расширялись в эпоху паровозов и тепловозов. На Главной линии и в начале Береговой линии (до Киркконумми) имелось всего по два пути для грузовых, пригородных и поездов дальнего следования. Береговая линия до сих пор однопутная от Киркконумми до Турку.
Нынешний вид пригородное движение начало обретать в 1969 году, когда был электрифицирован первый участок Хельсинки — Киркконумми. Буквенное обозначение маршрутов введено 28 мая 1972 года. В том же году все тогдашние пригородные маршруты были полностью электрифицированы, был уложен третий путь от Хельсинки до Тиккурила. Третий путь был продлён до Керава в 1981.
Линия от Хуопалахти до Мартинлааксо, открытая в 1975 году, была построена специально под пригородные поезда, став первой такой линией в Финляндии. Она была позже (1991) продлена до Вантаанкоски. В 2015 году она была соединена со станцией Хиеккахарью Главной Линии, образовалась Кольцевая линия.
Сейчас на участках между Хельсинки и Леппяваара, и между Хельсинки и Керава пригородные поезда используют параллельные рельсы, но отдельно от рельсов, используемых поездами дальнего следования, ходящими по принципу S-Bahn. Четвёртый путь, позволивший отделить «внутригородской трафик», был готов до Тиккурила в 1996-м и до Керава в 2004 годах. На Береговой линии участок между Пасила и Леппяваара был расширен до четырёх колей в 2001 году.
Линия от Керава до Лахти, открытая в 2006 году, строилась под поезда дальнего следования, но также используется под пригородный поезд маршрута Z.

## Перспективы продления
Кольцевая линия открылась 1 июля 2015 года. Станция в аэропорту Хельсинки открылась позже: у выхода Tietotie 10 июля и прямое соединение с терминалом — осенью. Кольцевая линия соединила линию на Вантаанкоски через Авиаполис и Аэропорт Хельсинки с Главной линией чуть севернее станции Тиккурила. Продление включает в себя пять станций с заделом под ещё три. В отличие от других путей, линия через аэропорт пролегает в туннеле с подземными станциями Аэропорт и Авиаполис. Кольцевая линия была спланирована и сконструирована в расчёте на будущее продление до Клауккала.
Существуют планы продлить четырёхпутную линию до Эспоо от Леппяваара. Это позволило бы повысить частоту до Кауклахти, а также облегчить трафик поездам дальнего следования до Турку, которые следуют по одним путям с пригородными поездами на участке между Киркконумми и Леппяваара.
Планируется увеличение пропускной способности вокзала Хельсинки-Центральный, которая сейчас в часы пик исчерпана. Проектируется Хельсинкская городская петля, которая бы начиналась под землёй южнее станции Пасила, проходила вокруг центра города и возвращалась обратно. Были бы три подземные станции в Тёёлё (запад), центре Хельсинки (юг) и станция метро Хаканиеми (восток). Длина петли будет 7 километров. Строительство выйдет дорогим (€956 миллионов) и завершится в 2020-х годах.

## Маршруты

### Береговая линия
Маршрут Y — самый длинный на линии. Проходит между Хельсинки и Сиунтио с очень малым количеством промежуточных остановок. Поезда ходят редко, от трёх до семи рейсов в сутки в зависимости от дня недели. Остановки: Пасила, Хуопалахти, Леппяваара, Масала, Киркконумми. Когда открылась первая в Финляндии электрифицированная линия (Хельсинки — Киркконумми), первый маршрут был Y. В 1987 году маршрут Y был отменён и заменён на S и U в 1988 году. В 2002 году, буквенное обозначение Y появилось вновь, когда были достроены пути до Леппяваара, что позволило запустить быстрый пригородный поезд до Карьяа. До этого, некоторые рейсы S и U шли от далее от Киркконумми до Карьяа. В марте 2016 года маршрут Y был укорочен до Сиунтио.
Маршрут X введён в марте 2016 года. Он повторяет схему остановок маршрута Y, но оканчивается в Киркконумми.
Поезд U ходит от Хельсинки до Киркконумми. Ходит дважды в час. Остановки между Хельсинки и Леппяваара только Пасила и Хуопалахти. Между Леппяваара и Киркконумми поезд следует со всеми остановками. В марте 2016 две станции между Kауклахти и Масала были закрыты и теперь поезд U ходит дважды в час, заменив более ранний S.
Поезд L ходит от Хельсинки до Киркконумми. Ходит только по ночам и утром в выходные. Есть один рейс из Карьяа по воскресеньям утром. Имеет большее количество остановок, чем все остальные поезда, ходящие на участке Карьяа — Хельсинки. До введения поезда A в 2002 году поезд L ходил также в дневное время.
Поезд E ходит от Хельсинки до Кауклахти. Останавливается между Хельсинки и Леппяваара только в Пасила и Хуопалахти, далее следует со всеми остановками. Ходит каждые полчаса, кроме воскресений. Маршрут был продлён в августе 2007 года до Кауклахти от предыдущей конечной в Эспоо. Если городские пути будут продлены от Леппяваара до Эспоо, то поезд E будет ходить со всеми остановками, став основой трафика Береговой линии.
Поезд A ходит от Хельсинки до Леппяваара. Следует со всеми остановками. Ходит с интервалами 10 минут в часы пик, в остальное время с интервалом и 20 минут по будням и 30 минут по выходным. Изначально обозначение A введено 28 мая 1972 года по 25 мая 1974 года для маршрута на Киркконумми, повторно введено в 2002 году.

### Кольцевая линия
Поезда I и P ходят в противоположных направлениях между Хельсинки и Аэропортом Хельсинки-Вантаа. Следуют со всеми остановками. Поезд I идёт против часовой стрелки, отправляясь из Хельсинки через Тиккурила, аэропорт Хельсинки, Мартинлааксо и возвращаясь в Хельсинки. Поезд P следует этим же путём по часовой стрелке, отправляясь от Хельсинки через Мартинлааксо, аэропорт Хельсинки, Тиккурила и обратно в Хельсинки.
Кольцевая линия открылась в 2015 году в результате продления Вантаанкоскинской линии. В результате поезд M был заменён на P, а поезд I был продлён от предыдущей конечной Тиккурила.

### Главная (Рийхимякская) линия
Поезд K следует от Хельсинки до Керава. Он ходит каждые 10 минут днём. Между Хельсинки и Тиккурила останавливается в Пасила, Оулункюля, Малми и Пуйстола. Далее до Керава следует со всеми остановками. Планируется продление до станции Никиля в Сипоо с задействованием существующей линии к нефтеперегонному заводу в Килпилахти. K — оригинальное буквенное обозначение, введённое в 1972 году. В 1970-х и в начале 1980-х поезда K не останавливались в Пуйстола, Малми и Оулункюля. Остановка Оулункюля введена лишь в 2004 году после достройки городских путей до Керава.
Поезд N следует от Хельсинки до Керава. Следует со всеми остановками. Ходит в то время, когда поезда I и P не работают (ночью, ранним утром), заменяя поезд K. Последние рейсы начью и по утрам ходят, как T. N — оригинальное буквенное обозначение, введённое в 1972 году, но до 2010 года поезд ходил в часы низкого пассажиропотока ранним утром и поздним вечером.
Поезд T ходит ночью раз в час от Хельсинки до Рийхимяки. Есть перерыв в несколько часов поздней ночью. T следует со всеми остановками. Ходит с 1972 года.
Поезд R ходит от Хельсинки до Рийхимяки дважды в час днём. Все поезда R имеют низкий уровень пола и расписание, позволяющее разгоняться до 160 км/ч. Поезда останавливаются между Хельсинки и Рийхимяки в Пасила, Тиккурила, Керава, Айнола, Ярвенпяа, Саунакаллио, Йокела и Хювинкяа. R — оригинальное буквенное обозначение, введённое в 1972 году и ходит с тех пор с теми же остановками, но с одним исключением: остановка в Тиккурила была добавлена в 1980-х, а Айнола и Саунакаллио — в 2016 году. Поезд R стал ходить чаще после отмены поезда H. Некоторые рейсы R продлены до Тампере и Коувола.
Поезд D ходит от Хельсинки до Рийхимяки. Вводится в часы пик и мало где останавливается. Многие поезда D состоят из старых вагонов 80-х годов, влекомых электровозом вместо электропоездов.

### Линия на Лахти
Поезд Z ходит от Хельсинки до Лахти раз в час. Все поезда Z имеют низкий пол и расписание, позволяющее разгоняться до 160 км/ч. Поезда останавливаются между Хельсинки и Лахти в Пасила, Тиккурила, Керава, Хаарйоки, Мянтсяля. В часы пик поезда часто переполнены между Хельсинки и Керава, поэтому пускают более длинные поезда. Два поезда Z по утрам отходят от Коувола и возвращаются туда в вечерний час пик. Это поезда под электровозной тягой. Также последний поезд Z вечером продлён до Коувола.

### Поезда без буквенного обозначения
Есть несколько рейсов из Рийхимяки утром и из Хельсинки вечером в час пик, которые не имеют буквенного обозначения, так как не попадают ни под одну схему остановок. Также есть 1 или 2 отправления днём. Все они следуют между Хельсинки и Рийхимяки. Обычно используются типы поездов с Береговой линии.

### Отменённые маршруты
Поезд P ходил от Хельсинки до Хиеккахарью со всеми остановками. Маршрут введён в 1972 году и был отменён в августе 2004-го. Буква P была заново введена в 2015 с открытием Кольцевой линии.
Поезд G ходил от Хельсинки до Саунакаллио. Он ходил шесть раз в день в каждом направлении и был единственным поездом, не останавливавшимся в Тиккурила. Введён 4 июня 2007, отменён в 2011 году. Останавливался в Хельсинки, Пасила, Кюрёля, Ярвенпяа и Саунакаллио.
Поезд M ходил от Хельсинки до Вантаанкоски. Ходил каждые 10-30 минут и следовал со всеми остановками. Введён в 1975 году, когда построили линию на Мартинлааксо, и отменён в 2015-м, когда эту линию продлили и закольцевали. В 1991 году линия продлена на одну остановку за Мартинлааксо (до Вантаанкоски). Заменён на поезд P.
Поезд S ходил от Хельсинки до Киркконумми. Ходил каждый час в каждом направлении. Из двух дневных поездов, курсировавших между Хельсинки и Киркконумми, S был самым быстрым. Между Хельсинки и Леппяваара поезд S останавливался в Пасила и Хуопалахти. Далее до Кауклахти шёл со всеми остановками. Между Кауклахти и Киркконумми единственной остановкой была Масала. С 28 мая 1972 по 25 мая 1974 поезда S ходили от Хельсинки до Кауниайнена. Маршрут продлён до Киркконумми 27 сентября 1987. Отменён в марте 2016-го, когда закрылись две остановки, на которых останавливался только поезд U, и маршруты U и S перестали друг от друга отличаться. Заменён поездом U.
Поезд H ходил от Хельсинки до Рийхимяки раз в час. Останавливался между Хельсинки и Керава в Пасила и Тиккурила, далее следовал со всеми остановками. Введён в 1972 году. До 1990—1998 года поезд H останавливался в Монни, Палопуро, Такоя, Хийкко, Ристинумми и Кютёмаа. Эти остановки были отменены в связи с низким пассажиропотоком, а также потому, что поезд тормозил трафик, будучи слишком медленным. Остановки со всей инфраструктурой были разобраны между 1990 и 1998 годом. В марте 2016 года были закрыты станции Пурола и Нуппулинна, а поезд H заменён поездом R.

### Длина линий
- Хельсинки — Рийхимяки 71 км (54 мин)
- Хельсинки — Лахти 104 км (60 мин)
- Хельсинки — Керава 29 км (23 мин)
- Хельсинки — Тиккурила 16 км (14 мин)
- Хельсинки — Карьяа 87 км (1 h 7 мин)
- Хельсинки — Киркконумми 38 км (30 мин)
- Хельсинки — Кауклахти 24 км (29 мин)
- Хельсинки — Леппяваара 11 км (12 мин)
- Хельсинки — Вантаанкоски 15 км (22 мин)
- Вантаанкоски — Хиеккахарью 18 км (26 мин)

### Схема линий
|                       | Y |   |   |   |                |                |                |   |   |  |   |   |                 |                 |                 |   |   |   |             |   |                       |
| Карьяа                |   |   |   |   |                |                |                |   |   |  |   |   |                 |                 |                 | T | R | D |             | Z |                       |
| Инкоо                 |   |   |   |   | Мартинлааксо   | Мартинлааксо   | Мартинлааксо   |   |   |  |   |   | Вантаанкоски    | Вантаанкоски    | Вантаанкоски    |   |   |   | Рийхимяки   |   | Лахти                 |
| Сиунтио               |   | S | U | L | Лухела         | Лухела         | Лухела         |   |   |  |   |   | Вехкала         | Вехкала         | Вехкала         |   |   |   | Хювинкяа    |   |                       |
| Киркконумми           |   |   |   |   | Мююрмяки       | Мююрмяки       | Мююрмяки       |   |   |  |   |   | Кивисте         | Кивисте         | Кивисте         |   |   |   | Йокела      |   |                       |
| Тольса                |   |   |   |   | Малминкартано  | Малминкартано  | Малминкартано  |   |   |  |   |   | Авиаполис       | Авиаполис       | Авиаполис       |   |   |   | Нуппуланта  |   |                       |
| Йорвас                |   |   |   |   | Каннельмяки    | Каннельмяки    | Каннельмяки    |   |   |  |   |   | Аэропорт-Вантаа | Аэропорт-Вантаа | Аэропорт-Вантаа |   |   |   | Пурола      |   | Мянтсяля              |
| Масала                |   |   |   |   | Северная Хаага | Северная Хаага | Северная Хаага |   |   |  |   |   | Лейнела         | Лейнела         | Лейнела         |   |   |   | Саунакаллио |   |                       |
| Луома                 |   |   |   |   |                |                |                |   |   |  |   |   |                 |                 |                 |   |   |   | Ярвенпяа    |   | Хаарайоки             |
| Манкки                |   |   |   |   | E              |                |                |   |   |  |   |   |                 | K               | N               |   |   |   | Айнола      |   |                       |
| Кауклахти             |   |   |   |   |                |                |                |   |   |  |   |   |                 |                 |                 |   |   |   |             |   | Керава                |
| Эспоо                 |   |   |   |   |                |                |                |   |   |  |   |   |                 |                 |                 |   |   |   |             |   | Савио                 |
| Туомарила             |   |   |   |   |                |                |                |   |   |  |   |   |                 |                 |                 |   |   |   |             |   | Корса                 |
| Койвухови             |   |   |   |   |                |                |                |   |   |  |   |   |                 |                 |                 |   |   |   |             |   | Рекола                |
| Кауниайнен            |   |   |   |   |                |                |                |   |   |  |   |   |                 |                 |                 |   |   |   |             |   | Койвукюля             |
| Кера                  |   |   |   |   |                |                |                |   |   |  |   |   |                 |                 |                 |   |   |   |             |   | Хиеккахарью           |
| Кило                  |   |   |   |   |                | A              |                |   |   |  |   |   |                 |                 |                 |   |   |   |             |   | Тиккурила             |
| Леппяваара            |   |   |   |   |                |                |                |   |   |  |   |   |                 |                 |                 |   |   |   |             |   | Пуистола              |
| Мяккюля               |   |   |   |   |                |                |                |   |   |  |   |   |                 |                 |                 |   |   |   |             |   | Тапанила              |
| Питяянмяки            |   |   |   |   |                |                |                |   |   |  |   |   |                 |                 |                 |   |   |   |             |   | Малми                 |
| Валимо                |   |   |   |   |                |                |                |   |   |  |   |   |                 |                 |                 |   |   |   |             |   | Пикинмаки             |
| Хуопалахти            |   |   |   |   |                |                |                |   |   |  |   |   |                 |                 |                 |   |   |   |             |   | Оулункюля             |
| Илмала                |   |   |   |   |                |                |                |   |   |  |   |   |                 |                 |                 |   |   |   |             |   | Кяпюля                |
| Пасила                |   |   |   |   |                |                |                |   |   |  |   |   |                 |                 |                 |   |   |   |             |   | Пасила                |
| Хельсинки-Центральный |   |   |   |   |                |                |                |   |   |  |   |   |                 |                 |                 |   |   |   |             |   | Хельсинки-Центральный |
|                       | Y | S | U | L | E              | A              |                | P | I |  | I | P |                 | K               | N               | T | R | D |             | Z |                       |

## Подвижной состав
Электропоезда:
- Sm1, 50 составов, построенных в 1969—73 (Valmet/Strömberg), ныне заменены на Sm5
- Sm2, 50 составов, построенных в 1975—81 (Valmet/Strömberg), ныне в процессе замены на Sm5
- Sm4, 30 составов, построенных в 1999—2005 (Fiat Ferroviaria/CAF/Alstom)
- Sm5, 41 состав, построенный в 2008—13 (Stadler FLIRT). Поезда управляются VR, но ими владеет компания Pääkaupunkiseudun Junakalusto Oy. Первый поезд Sm5 начал курсировать в ноябре 2009. Всего было заказано 75 составов для замены устаревших Sm1 и Sm2.
- Локомотивы Sr1 (НЭВЗ) или Sr2 (SLM/ABB) с вагонами Eil/Eilf, 57 вагонов 1982—87 года постройки (так называемые «красные вагоны»).

Пригородное движение было последним использованием деревянных вагонов в Финляндии. Они исчезли в конце 1980-х, когда их заменили вагоны Eil.
- Подвижной состав
- Электропоезд Sm5 в Рийхимяки, тестовый рейс в феврале 2009 перед вводом в постоянную эксплуатацию.
- Электропоезд Sm4 на станции Пасила
- Электропоезд Sm2 из 1970-х между Пасила и Хельсинки в старой раскраске (июнь 2001)
- Вагоны Eil-класса на вокзале Хельсинки-Центральный